# Saint-Agnan, Aisne
Saint-Agnan là một xã ở tỉnh Aisne, vùng Hauts-de-France thuộc miền bắc nước Pháp.